# Giovanni Battista Pallavicini
Giovanni Battista Pallavicini, även Pallavicino, född 1480 i Genua, död 13 augusti 1524 i Rom, var en italiensk kardinal och biskop. 

## Biografi
Giovanni Battista Pallavicini var son till Cipriano Pallavicino och Bianca Gattilusi. Han fick sin initiala utbildning hos farbrodern, kardinal Antonio Pallavicini Gentili. Senare blev han doktor i rättsvetenskap vid Paduas universitet. I november 1507 utnämndes Pallavicini till biskop av Cavaillon. Han deltog i Femte Laterankonciliet 1512.
Den 1 juli 1517 upphöjde påve Leo X Pallavicini till kardinalpräst med Sant'Apollinare alle Terme Neroniane-Alessandrine som titelkyrka. Pallavicini deltog i konklaven 1521–1522, vilken valde Hadrianus VI till ny påve, och i konklaven 1523, som valde Clemens VII.
Kardinal Pallavicini avled i Rom 1524 och är begravd i kyrkan Santa Maria del Popolo.

## Bilder

Kardinal Pallavicinis titelkyrka och gravmonument
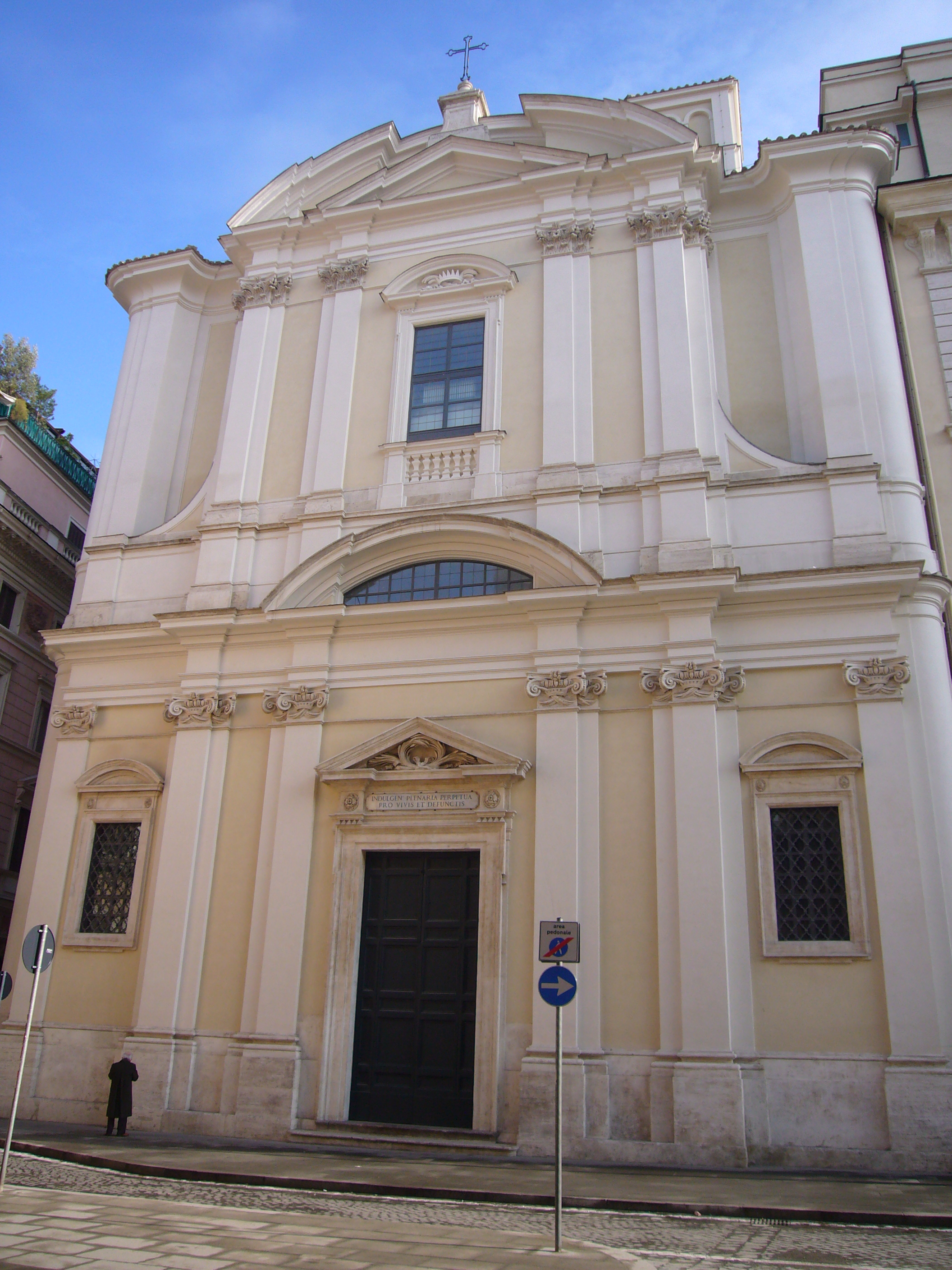
Sant'Apollinare alle Terme Neroniane-Alessandrine.
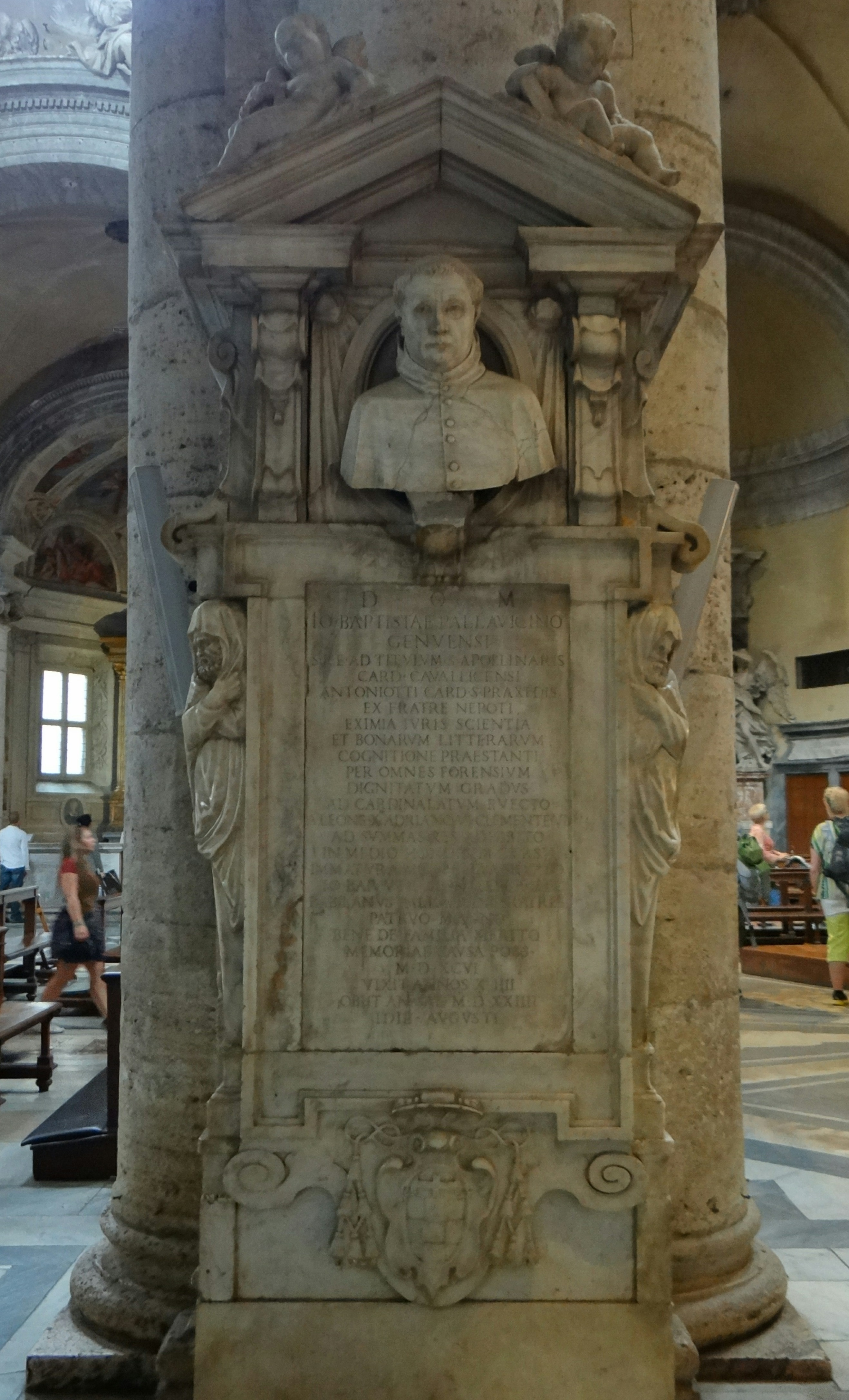
Gravmonumentet i basilikan Santa Maria del Popolo.